# Adja Marieme Diop
Adja Marieme Diop (ur. 5 sierpnia 1977) – senegalska judoczka. Olimpijka z Sydney 2000, gdzie odpadła w pierwszej rundzie, w wadze ciężkiej.
Uczestniczka Pucharu Świata w 1996, 1997, 1997 i 2000. Wicemistrzyni igrzysk afrykańskich w 1999 i trzecia w 1995. Zdobyła osiem medali na mistrzostwach Afryki w latach 1996 - 2000 roku.

## Letnie Igrzyska Olimpijskie 2000
| Konkurencja | Eliminacje            | Klas. końcowa |
| Konkurencja | Przeciwnik 1          | Miejsce       |
| ----------- | --------------------- | ------------- |
| +78 kg      | Karina Bryant (GBR) P | 13.           |